# Mohammed Boudiaf
Mohamed Boudiaf (Ouled Madhi, wilaya de M'Sila, 23 de junio de 1919-Annaba, 29 de junio de 1992) fue un político argelino, antiguo miembro fundador del Frente de Liberación Nacional (FLN), del que luego se separó, y presidente de su país en 1992, año en que es asesinado.

## Biografía
Tras haber realizado sus estudios en M'sila, se convierte en empleado estatal y ocupa una función en la Administración. Enrolado en el ejército francés en 1942, durante la Segunda Guerra Mundial, es asignado al servicio de las contribuciones en Jijel. Tras las masacres de Setif y Guelma de 1945, se unió a los movimientos nacionalistas argelinos, adhiriendo al Partido del Pueblo Argelino (PPA), y se convirtió en un importante miembro de la Organización Especial (OS).

### Participación en laGuerra de Argelia(1954-1962)
A fines de 1947, fue encargado de organizar una célula de la OS en el departamento de Constantina. Fue en el curso de este período cuando se formó en torno de él el núcleo de militantes que estuvo en el origen del estallido de la lucha armada el 1 de noviembre de 1954. En 1950, fue condenado dos veces en rebeldía. En 1952, pasó a Francia a trabajar por el partido, militando en el seno del Movimiento por el Triunfo de las Libertades Democráticas (MTLD). En marzo de 1954, decidió volver a Argelia, donde fue uno de los nueve fundadores del Comité Revolucionario para la Unidad y la Acción (CRUA), junto a Hocine Aït Ahmed, Ahmed Ben Bella, Krim Belkacem, Mostefa Ben Boulaïd, Larbi Ben M'Hidi, Rabah Bitat, Mourad Didouche y Mohamed Khider, y lanzó el boletín El Patriota. Fue miembro del “grupo de los 22”, combatiendo en dicho carácter en la guerra de Argelia.
El 22 de octubre de 1956, fue capturado por el Ejército francés, luego de ser desviado el avión que lo llevaba de Marruecos a Túnez. Dirigió desde la prisión la Federación de Francia del FLN, siendo nombrado en 1958 ministro del Gobierno Provisional de la República Argelina, en el momento de su creación, y tres años después, en 1961, vicepresidente. Permaneció en prisión hasta el reconocimiento por Francia de la independencia argelina, en 1962. El 20 de septiembre de ese mismo año, fundó el Partido de la Revolución Socialista (PRS).

### Tras la independencia
Enfrentado a Ahmed Ben Bella, fue detenido el 21 de junio de 1963. Condenado a muerte por el FLN, fue luego obligado en su lugar, en 1964, a partir al exilio, viajando primero a Europa y después a Marruecos. 
A partir de 1972 anima en el exilio varias conferencias donde expone su proyecto político para Argelia, e impulsa la revista El Jarida. Su libro ¿A dónde va Argelia?, publicado en Francia en 1964, que constituye un testimonio lúcido sobre la post-independencia y la toma del poder por los militares, resume sus posiciones políticas.
En 1979, tras la muerte de Houari Boumedienne, disolvió el PRS y se dedicó a sus actividades profesionales, dirigiendo en Kénitra (Marruecos) una fábrica de ladrillos.

### Presidente de Argelia y asesinato (1992)
El 14 de enero de 1992, tras la renuncia del presidente Chadli Bendjedid, fue convocado para presidir el Alto Comité de Estado que se creó para gobernar Argelia. En efecto, su largo exilio lo hacía paradójicamente aparecer como un hombre nuevo, no implicado en las tribulaciones de la dictadura argelina, y por lo tanto con posibilidades de sacar al país del impasse en el que se encontraba desde la anulación de las elecciones ganadas en 1991 por el Frente Islámico de Salvación (FIS). Pretendía desear una Argelia democrática, inclinada hacia la modernidad, y decía querer poner fin a la corrupción que gangrenaba al Estado.
Fue asesinado seis meses más tarde, el 29 de junio de ese año, durante una conferencia de cuadros superiores en la ciudad de Annaba. Un subteniente del grupo de intervención especial (GIS), Lambarek Boumaarafi, lanzó una granada al escenario. Boudiaf murió. Aunque Boumaarafi fue juzgado y sentenciado a muerte en junio de 1995, la motivación del asesinato es objeto de controversias, entre la hipótesis de una acción aislada cometida por un militar con simpatías islamistas y la de un complot más vasto que implicaría a generales del Ejército, siendo esta última la sostenida por su viuda, Fatiha Boudiaf. 

## Literatura
- Achour Cheurfi, La classe politique algérienne, de 1900 à nos jours. Dictionnaire biographique (Casbah Editions, 2nd edition, Algiers 2006)

| Predecesor: Abdelmalek Benhabyles | Presidente de Argelia 1992 | Sucesor: Ali Kafi |

- Datos: Q314691
- Multimedia: Mohamed Boudiaf / Q314691